# Obuasi
Obuasi es una localidad de Ghana, capital del distrito municipal de Obuasi en la región de Ashanti.
Alberga la mina de oro de Obuasi, una de las nueve minas de oro más importantes del mundo.
Su población es de 175 043 habitantes.

## Clima
El clima de Obuasi es de tipo semiecuatorial con régimen de doble lluvia, con un rango de lluvias entre 125mm y 175mm. Su temperatura media anual es 25.5 °C y la humedad relativa es 75% – 80% en la estación lluviosa. Hay grandes diferencias de lluvias de unos meses a otros. Tiene un clima tropical de sabana en la clasificación climática de Köppen.
| Parámetros climáticos promedio de Obuasi | Parámetros climáticos promedio de Obuasi | Parámetros climáticos promedio de Obuasi | Parámetros climáticos promedio de Obuasi | Parámetros climáticos promedio de Obuasi | Parámetros climáticos promedio de Obuasi | Parámetros climáticos promedio de Obuasi | Parámetros climáticos promedio de Obuasi | Parámetros climáticos promedio de Obuasi | Parámetros climáticos promedio de Obuasi | Parámetros climáticos promedio de Obuasi | Parámetros climáticos promedio de Obuasi | Parámetros climáticos promedio de Obuasi | Parámetros climáticos promedio de Obuasi |
| Mes                                      | Ene.                                     | Feb.                                     | Mar.                                     | Abr.                                     | May.                                     | Jun.                                     | Jul.                                     | Ago.                                     | Sep.                                     | Oct.                                     | Nov.                                     | Dic.                                     | Anual                                    |
| ---------------------------------------- | ---------------------------------------- | ---------------------------------------- | ---------------------------------------- | ---------------------------------------- | ---------------------------------------- | ---------------------------------------- | ---------------------------------------- | ---------------------------------------- | ---------------------------------------- | ---------------------------------------- | ---------------------------------------- | ---------------------------------------- | ---------------------------------------- |
| Temp. máx. media (°C)                    | 31.7                                     | 30.6                                     | 30.6                                     | 30.6                                     | 31.7                                     | 28.9                                     | 26.7                                     | 26.7                                     | 26.1                                     | 30                                       | 31.7                                     | 31.7                                     | 31.7                                     |
| Temp. mín. media (°C)                    | 23.9                                     | 24.4                                     | 24.4                                     | 25                                       | 25                                       | 23.9                                     | 22.8                                     | 21.7                                     | 21.1                                     | 23.9                                     | 24.4                                     | 24.4                                     | 21.1                                     |
| Precipitación total (mm)                 | 25.4                                     | 25.4                                     | 76.2                                     | 127                                      | 203.2                                    | 228.6                                    | 101.6                                    | 25.4                                     | 76.2                                     | 152.4                                    | 127                                      | 101.6                                    | 1270                                     |
| Fuente: Myweather2.com                   |                                          |                                          |                                          |                                          |                                          |                                          |                                          |                                          |                                          |                                          |                                          |                                          |                                          |

## Transportes
Ubicado en un cruce de vías secundarias. Al norte sale una carretera que lleva a Kumasi a través de la nacional N8. Al este sale una carretera que se cruza con la N8 en Asokwa. Al sur sale una carretera que lleva a Dunkwa-On-Offin.

## Servicios públicos
Alberga el Obuasi Senior High Technical School, un instituto de segundo ciclo público.
En cuanto a sanidad, alberga el AGA Hospital de Anglo Gold y el St. Jude Hospital del Dr. George Owusu-Asiedu.

## Deportes
- Ashanti Gold SC, equipo de fútbol que ha ganado cuatro veces la liga de Ghana.[8]

## Localidades hermanadas
- Riverside, Estados Unidos.[9]